# The Lighthouse (film 2019)
The Lighthouse è un film del 2019 diretto da Robert Eggers, con protagonisti Robert Pattinson e Willem Dafoe.
È stato presentato alla Quinzaine des Réalisateurs del 72º Festival di Cannes.

## Trama
Verso la fine del XIX secolo, un uomo di nome Ephraim Winslow si reca su un'isola remota al largo delle coste del New England per lavorare un mese come guardiano del faro, sotto la supervisione dell'anziano e irascibile custode, Thomas Wake. Nei suoi alloggi, Winslow scopre nascosta la statuetta di una sirena che decide di tenere per sé. Wake si dimostra subito molto esigente, assegnando a Winslow lavori sempre più pesanti, come occuparsi di svuotare i loro vasi da notte e trascinare pesanti contenitori di cherosene su per il faro, vietandogli però categoricamente di accedere alla cima, da dove proviene la luce; Winslow nota infatti che ogni sera Wake sale di nascosto in cima al faro e si spoglia dinanzi alla luce.
Nel corso della sua permanenza sull'isola, Winslow inizia a soffrire di allucinazioni su mostri marini e tronchi che galleggiano in mare, e inizia a masturbarsi di nascosto sulla statuetta della sirena. Continua inoltre a osservare gli strani comportamenti di Wake e a venire infastidito nelle sue mansioni da un gabbiano guercio che gli viene intimato di non uccidere, per via della superstizione secondo cui questi volatili altro non sono che la reincarnazione di marinai morti. Una sera, mentre cenano, Wake gli rivela di come il suo ultimo assistente sia morto in circostanze misteriose dopo essere impazzito, mentre Winslow racconta di essere un boscaiolo venuto lì dal Canada in cerca di un nuovo lavoro.
Il giorno prima della sua partenza, Winslow scopre che un gabbiano morto è finito dentro la cisterna, intorbidendone irrimediabilmente le acque. Attaccato dal solito gabbiano guercio, lo uccide brutalmente in preda alla rabbia: il vento comincia a cambiare drasticamente direzione e la sera una violenta tempesta colpisce l'isola. Winslow e Wake passano la notte a ubriacarsi e, il mattino seguente, la tempesta continua a infuriare, impedendo l'arrivo del traghetto. Mentre esce a svuotare i vasi da notte, Winslow nota un corpo sulla riva e scopre che si tratta di una sirena, che si risveglia e gli urla addosso, costringendolo a scappare. Tornato agli alloggi, Wake lo informa che la tempesta ha guastato le provviste e che, in assenza dei rifornimenti, non ne avranno di nuove per settimane. I due recuperano una cassa sotterrata alla base del faro che dovrebbe contenere provviste di riserva, ma la trovano piena di bevande alcoliche.
Nei giorni seguenti, mentre la tempesta non dà segno di calmarsi, Winslow e Wake continuano a ubriacarsi, alternando i momenti di intimità a quelli di ostilità. Una notte, Winslow tenta senza successo di rubare le chiavi del faro a Wake mentre questo dorme, per scoprire cosa ci sia in cima. In seguito, in preda alle allucinazioni immagina di trovare in una trappola per aragoste la testa del precedente assistente di Wake, priva dell'occhio sinistro come il gabbiano che ha ucciso. Confessa poi di chiamarsi in realtà Thomas Howard e che Ephraim Winslow è l'identità di un boscaiolo suo superiore, morto in un incidente che non era riuscito a impedire. Wake inizia a inseguire Howard, accusandolo di aver "sputato il rospo" e distruggendo la loro unica scialuppa con un'accetta; una volta incapacitato, sostiene però che sia stato Howard a inseguirlo e distruggere la scialuppa. Rimasti senza alcolici, i due bevono un intruglio di miele e trementina, mentre la tempesta peggiora inondando gli alloggi.
Il mattino seguente, Howard trova il diario di bordo di Wake, da cui scopre che questo intende spedirlo via senza paga in quanto pessimo assistente. Wake in tutta risposta gli dà del debole e Howard, stanco delle sue angherie, lo attacca: nel combattimento, Howard ha altre allucinazioni della sirena, del vero Winslow e di un Wake dall'aspetto di Proteo. Alla fine, riesce a sottomettere Wake e lo porta alla buca alla base del faro per seppellirlo vivo. Mentre viene sepolto, Wake lo maledice, augurandogli un fato "da Prometeo". Howard si ferma per prendergli le chiavi della cima del faro, ma Wake si libera e lo colpisce alle spalle con l'accetta, che Howard usa poi per ucciderlo. Accede infine alla cima per vedere la luce: qui, la lente di Fresnel si apre da sola e l'uomo osserva e tocca il suo interno, mettendosi a urlare di dolore fino a cadere giù per le scale del faro.
Tempo dopo, Howard giace sulla scogliera dell'isola nudo e senza un occhio, mentre uno stormo di gabbiani mangia le sue viscere esposte.

## Produzione
Il film è nato come tentativo di Max Eggers, fratello del regista, di adattare per il grande schermo un racconto incompiuto di Edgar Allan Poe, Il faro (The Light-House); Robert Eggers si è interessato al progetto durante la pre-produzione del suo lungometraggio d'esordio The Witch (2015) e ha finito per riscriverne la sceneggiatura assieme a Max, trasformandola in una storia originale, priva di ogni somiglianza col racconto di Poe.
Il film è stato prodotto da RT Features e Parts & Labor e co-finanziato da A24 e New Regency.
Le riprese sono cominciate nell'aprile del 2018 e sono terminate il mese seguente. Si sono tenute interamente nella Contea di Yarmouth, in Nuova Scozia, nella località di Cape Forchu e in un teatro di posa allestito all'interno di un hangar dell'aeroporto di Yarmouth. Il film è stato girato in 35 mm e in bianco e nero.

## Tematiche

### Psicanalisi
Eggers disse che il soggetto del film era stato influenzato da Sigmund Freud. Data la sua simultanea paura e ammirazione per il guardiano del faro più anziano, il guardiano più giovane mostra una fissazione edipica. Pattinson ha commentato la dinamica padre-figlio nel film affermando: «Ero abbastanza consapevole di come volevo che la relazione emergesse. In molti modi, lui vuole un padre» [...] man mano che il film avanza, il suo personaggio è sempre più «alla ricerca dell'approvazione di Willem [Dafoe]» sia come capo che come figura paterna. Inoltre il film fa eco anche all'archetipo junghiano dell'ombra, il "lato oscuro" sconosciuto o punto cieco della propria personalità. Dafoe ha illustrato che i due custodi vengono «messi in questa situazione che è come un purgatorio e poi la piccola personalità, il piccolo senso di sé che hanno creato per se stessi inizia a essere strappato via. Vedi qual è la loro vera natura è e questo che li spinge verso una sorta di disperazione». Rosie Fletcher di Den of Geek scrisse: «Il modo in cui la coppia incarna saggezza e follia, edonismo e ispirazione, onestà e inganno e gioca con ruoli maschili e femminili [...] sembra supportare l'idea che l'uno è l'ombra dell'altro a un certo livello e parla ulteriormente delle teorie di Jung».

### Mitologia

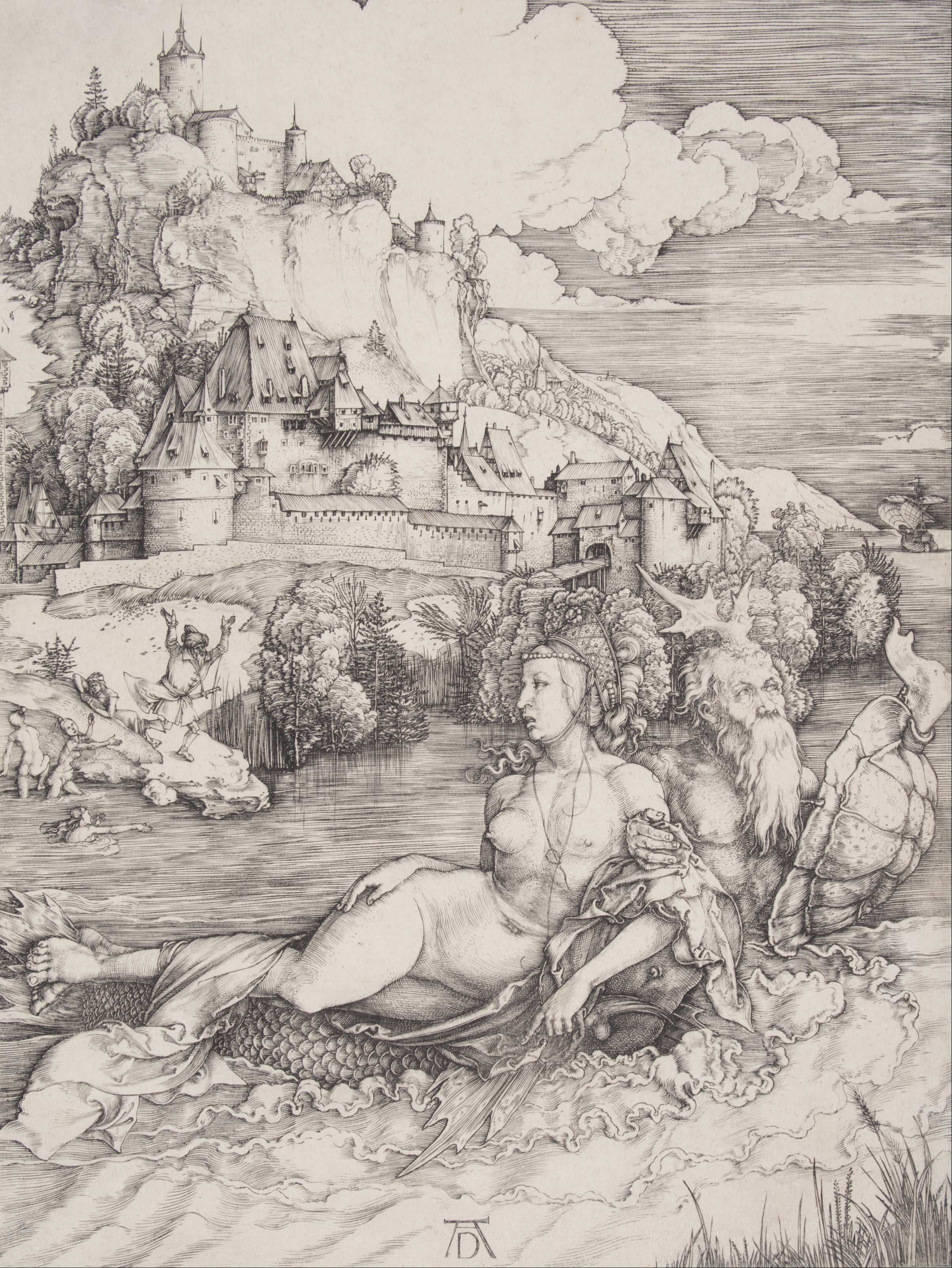
Il mostro marino (1493–1503) di Albrecht Dürer.

Nel film, il custode del faro più anziano avverte il custode più giovane Ephraim di una superstizione marittima che afferma come porti sfortuna uccidere un uccello marino, in particolare un albatros. Tuttavia, dopo essersi irritato a causa di uno di essi, Ephraim uccide un gabbiano e provoca una tempesta che intrappola i due uomini sull'isola. Alla fine del film, Ephraim viene visto a terra mentre i gabbiani gli estraggono gli organi. La sequenza richiama la poesia del 1798 La ballata del vecchio marinaio di Samuel Taylor Coleridge, in cui un marinaio uccide un albatro e porta al disastro la sua nave.
Il fato del giovane guardiano del faro invoca anche il mito di Prometeo, poiché, dopo aver finalmente raggiunto la luce e aver scoperto cosa contiene, cade dalle scale del faro e i suoi organi vengono strappati dai gabbiani. D'altra parte, il custode più anziano è stato modellato su Proteo, un «dio dell'oceano che profetizza e serve Poseidone», poiché «fa quella previsione incredibilmente accurata su come Ephraim morirà alla fine del mondo», e viene persino visto con tentacoli e creature marine attaccate al corpo in una delle allucinazioni del giovane. L'incisione di Albrecht Dürer Il mostro marino ha ispirato l'aspetto di Wake, con Eggers che dice: «La figura di Proteo che è più chiaramente nautica è in qualche modo basata su un mostro marino di Dürer, che porta uno scudo di guscio di tartaruga». Eggers spiegò le allusioni alla mitologia classica dicendo che sono presenti "parzialmente perché ci sono in Melville e in parte a causa, ne sono sicuro, delle nostre malsane inclinazioni junghiane".

### Sessualità

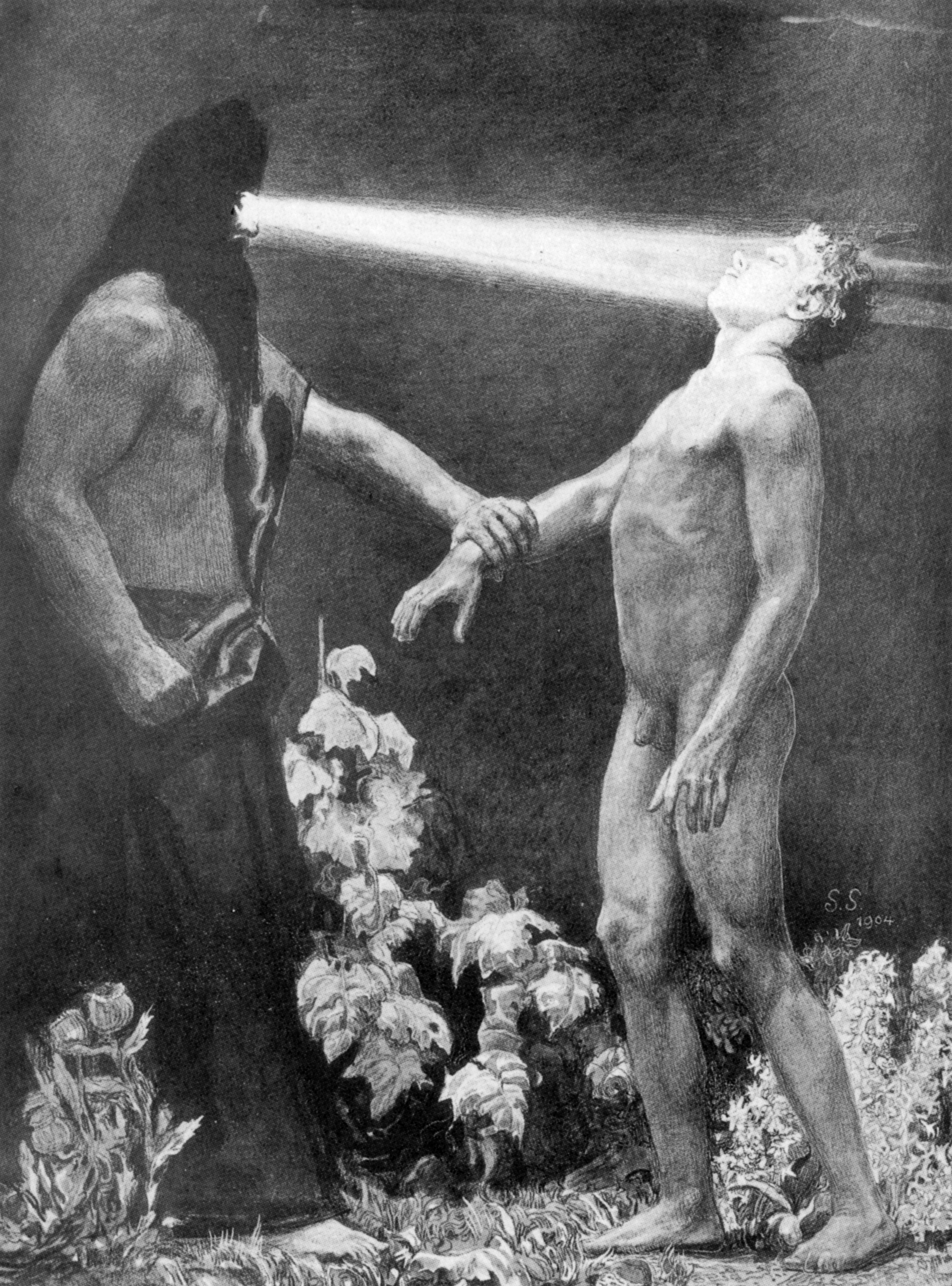
Hypnosis (1904) di Sascha Schneider, fornì riferimento visivo per una scena del film.

Il film raffigura principalmente due uomini soli in stretto contatto su un'isola e contiene rappresentazioni esplicite della sessualità maschile e dell'omoerotismo, ma, quando gli è stato chiesto se il film fosse "una storia d'amore", Robert Eggers rispose: «Sto dicendo che questi personaggi sono gay? No. Non sto dicendo neanche che non lo siano. Dimentica le complessità della sessualità umana o le loro particolari inclinazioni. In questo film mi concentro più sulle domande che sulle risposte».
L'immagine fallica rappresentata dal faro è esplicita, in quanto Eggers lo descrisse nella sceneggiatura come un pene eretto, e rivelò che il film avrebbe dovuto includere «un'inquadratura di un faro che si muove come un pene eretto» e «un'inquadratura del pene in erezione di Howard», ma questa sequenza fu rimossa su richiesta dei finanziatori. Una controfigura di Pattinson fu utilizzata per filmare la scena, e quando gli fu chiesto in merito in un'intervista, Pattinson disse che all'inizio non sapeva che l'inquadratura fosse di un pene, supponendo inizialmente che fosse del faro.
Anche le fantasie sessuali e la masturbazione sono temi ricorrenti nel film. Per Dafoe, l'onanismo nel film è palese, ma è anche usato come pretesto per esplorare cosa significa essere un uomo: «Hanno un senso di colpa, di sbagliato [...] e ha radici esistenziali [...] sulla mascolinità, sul dominio e sulla sottomissione». Dopo aver costretto alla sottomissione il custode più anziano del faro, il custode giovane assume un ruolo dominante, chiamando l'uomo più anziano "cane" e trascinandolo al guinzaglio. Commentando questa scena, Pattinson ha detto: «C'è sicuramente una ripresa in cui stavamo letteralmente cercando di abbassarci i pantaloni a vicenda. Sembravano letteralmente quasi dei preliminari».
Le influenze mitologiche e artistiche nel film ne sottolineano l'erotismo. Eggers ha riconosciuto l'influenza visiva degli artisti simbolisti Sascha Schneider e Jean Delville, i cui «dipinti mitici in stile omoerotico diventano candidati perfetti come immagini che funzioneranno da sole nel copione». La composizione di un'inquadratura del film è stata adattata consapevolmente sull'illustrazione Hypnosis di Sascha Schneider (1904).

## Distribuzione
La pellicola è stata presentata in anteprima il 19 maggio 2019 alla 72ª edizione del Festival di Cannes, nella Quinzaine des Réalisateurs. Ha avuto una distribuzione limitata nelle sale cinematografiche statunitensi da A24 a partire dal 18 ottobre dello stesso anno, per poi espandersi dal 25 ottobre.
A livello internazionale, The Lighthouse è stato distribuito da Focus Features. In Italia, il film è stato distribuito direttamente in streaming da parte di Universal Pictures a partire dal 19 maggio 2020.

## Accoglienza

### Incassi
Il film ha incassato 10,5 milioni di dollari in Nord America, e 7,5 milioni di dollari nel mondo, per un incasso globale di 18,3 milioni.

### Critica
Il film è stato accolto positivamente dalla critica: su Rotten Tomatoes ha un gradimento del 90% basato su 385 recensioni da parte di critici professionisti, con un voto medio di 8,00 su 10. Su Metacritic, ha un punteggio di 83 su 100 basato su 52 recensioni.
The Lighthouse è stato definito un film horror da critici cinematografici quali Manohla Dargis del The New York Times, e un thriller psicologico da critici come Lee Marshall dello Screen Daily. Altri critici affermarono che si tratta di un film che non può essere incasellato in un genere, con Owen Gleiberman di Variety che scrisse: "Stiamo assistendo a una storia di sopravvivenza, a un film dell'orrore o ad uno studio sulla follia reciproca a lenta fermentazione? Che ne dite di tutto quanto sopra?" Michael Phillips del The Chicago Tribune ribadì il giudizio di Gleiberman, notando che la trama del film non funziona "come una sorta di storia di fantasmi convenzionale, o thriller".
Il regista Eggers ha dichiarato che il sottotesto del film è influenzato da Sigmund Freud, e che sperava di avere girato "un film dove, guardandolo, sia Jung sia Freud avrebbero mangiato avidamente i loro popcorn".

## Riconoscimenti
- 2020 – Premi Oscar[30]
  - Candidatura per la migliore fotografia a Jarin Blaschke
- 2020 – Premi BAFTA[31]
  - Candidatura per la migliore fotografia a Jarin Blaschke
- 2019 – Chicago Film Critics Association Awards[32]
  - Candidatura per la miglior fotografia a Jarin Blaschke
- 2019 – Festival di Cannes[33]
  - Premio FIPRESCI (Quinzaine des réalisateurs-Settimana Internazionale della Critica)
- 2019 – Gotham Independent Film Awards[34]
  - Candidatura per il miglior attore a Willem Dafoe
- 2019 – San Diego Film Critics Society Awards[35][36]
  - Miglior fotografia a Jarin Blaschke
  - Candidatura per il miglior attore non protagonista a Willem Dafoe
- 2019 – Satellite Award[37][38]
  - Miglior attore non protagonista a Willem Dafoe
  - Candidatura per il miglior film drammatico
- 2020 – Critics' Choice Awards[39]
  - Candidatura per il miglior attore non protagonista a Willem Dafoe
  - Candidatura per la miglior fotografia a Jarin Blaschke
- 2020 – Independent Spirit Awards[40][41]
  - Miglior attore non protagonista a Willem Dafoe
  - Miglior fotografia a Jarin Blaschke
  - Candidatura per il miglior regista a Robert Eggers
  - Candidatura per il miglior attore protagonista a Robert Pattinson
  - Candidatura per il miglior montaggio a Louise Ford